# Woodiphora apicipennis
Woodiphora apicipennis är en tvåvingeart som beskrevs av Borgmeier 1963. Woodiphora apicipennis ingår i släktet Woodiphora och familjen puckelflugor. Inga underarter finns listade i Catalogue of Life.